# Lâu đài Fiľakovo
Lâu đài Fiľakovo (tiếng Slovakia: Fiľakovský hrad) là một lâu đài được xây dựng vào thời Trung cổ. Tàn tích của lâu đài tọa lạc ở thị trấn Fiľakovo, vùng Banská Bystrica, Slovakia.

## Lịch sử
Lâu đài Fiľakovo được nhắc đến lần đầu tiên trong một văn bản có niên đại vào năm 1242. Lúc bấy giờ, lâu đài được sử dụng để chống lại cuộc xâm lược của người Tatar. Lâu đài từng nhiều lần đổi chủ; trong đó, một trong những chủ sở hữu tiêu biểu là Matúš Čák Trenčiansky (trong khoảng thời gian 1311 - 1321). Lâu đài là tài sản của hoàng gia vào các năm 1348 và 1385. Vào năm 1483, lâu đài bị quân đội của Vua Matej Korvín chinh phục. Từ năm 1490, Blažej Raškai được giao việc quản lý lâu đài.
Trước sự đe dọa xâm lược gia tăng từ Thổ Nhĩ Kỳ, lâu đài được xây dựng lại thành một pháo đài lớn theo phong cách kiến trúc Phục hưng vào năm 1551 theo bản thiết kế của một thợ xây người Ý tên là A. da Vedano. Tuy nhiên, vào năm 1554, lâu đài rơi vào tay người Thổ Nhĩ Kỳ và bị chiếm đóng trong 39 năm liền, sau đó được quân đội hoàng gia chinh phục lại. Lâu đài bị thiêu rụi vào năm 1682 và đổ nát kể từ đó. Tàn tích lâu đài đã được bảo tồn từ năm 1972.